# 鉱層
鉱層（こうそう。英: ore bed）とは層状に形成された鉱床のこと。層状鉱床。
主に堆積によって形成される。